# 1058 w polityce

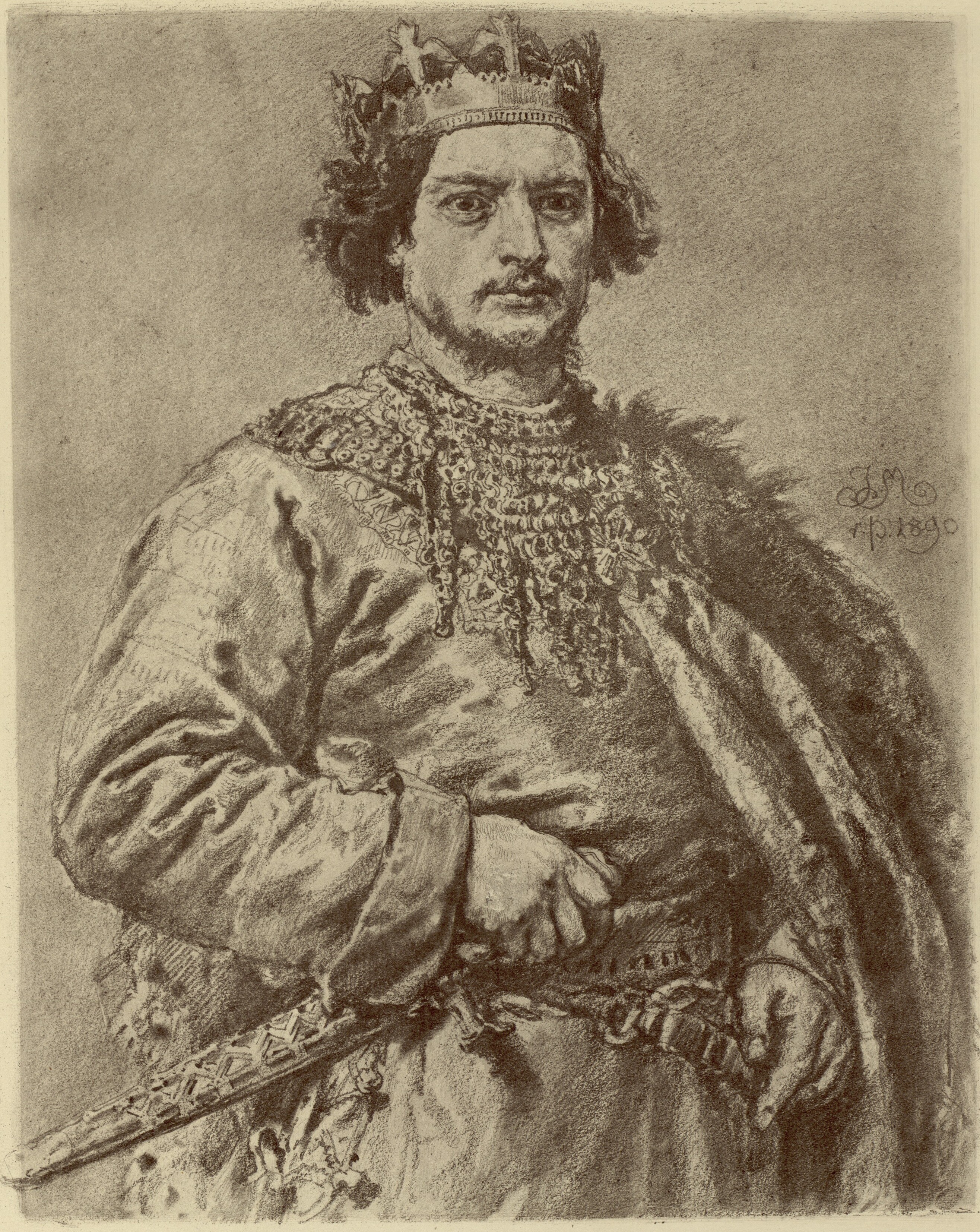
Bolesław II Szczodry, nazywany również Śmiałym, książę, a potem król Polski

Wydarzenia polityczne w 1058 roku.

## Wydarzenia
- Bolesław II Szczodry obejmuje władzę w Polsce[1].
- Nieudana wyprawa Bolesława Szczodrego na Czechy[2].

## Zmarli
- 19 marca Kazimierz I Odnowiciel, książę Polski[3].
- 29 marca Stefan IX, papież[4].